# Der Tempel des blutigen Goldes
Der Tempel des blutigen Goldes (Originaltitel: Yellow Hair and the Fortress of Gold) ist ein in US-amerikanisch-spanischer Koproduktion entstandener Abenteuerfilm mit Westernakzenten, der von Matt Cimber inszeniert wurde. Die deutschsprachige Erstaufführung erfolgte am 21. November 1985.

## Handlung
Die Soldaten mexikanischer Truppen, die vom effeminierten Colonel Torres befehligt werden, sind hinter einem Goldschatz her, der in einem Tempel der Tulapan-Indianer versteckt ist. Das Eindringen kostet einige der Mexikaner das Leben; aus Rache tötet Torres eine alte Indianerin. Deren Tochter Yellow Hair macht sich etliche Jahre später mit ihrem treuen und mutigen Freund Pecos Kid daran, den Goldschatz zu sichern. Ebenfalls am Gold interessiert zeigen sich die von Chef Flores geführten gewissenlosen Banditen, ein Saloonbesitzer namens Tortuga sowie ein wilder Stamm aztekischer Krieger, die vom zögerlichen Shayowteewah angeführt werden. Der mutigen Kriegerin, die von den Komantschen aufgezogen wurde, und Pecos Kid gelingt es, sich gegen alle Feinde durchzusetzen und schließlich an das Gold zu gelangen.

## Kritik
Vernichtend schrieb das Lexikon des internationalen Films: „Ein Filmversuch, der seine wenigen Ideen über Gebühr auswalzt und unnötige Härten mit rüden Scherzen mischt; stümperhaft inszeniert und erbärmlich gespielt.“ Auch Michael R. Pitts kam zum wenig schmeichelhaften Fazit: „Dumm, sadistisch, überlang“.